# Schönhausen
Schönhausen es un municipio en el distrito de Stendal, en Sajonia-Anhalt (Alemania). Es la sede administrativa de la comunidad Elbe-Havel-Land.

## Geografía
La comunidad Schönhausen (Elba) se encuentra a 70 km al norte de Magdeburgo, en el lado oriental del río Elba, a medio camino entre Rathenow y Stendal.

## Historia
Schönhausen fue fundada a principios del siglo XIII por los obispos de Havelberg. El edificio más antiguo del lugar data de 1222 y es una iglesia estilo románica construida con ladrillo. En 1562, a través de la llamada Permutationsvertrag, la villa pasó a ser parte del territorio de los Bismarck. 
Durante la guerra de los Treinta Años, la villa fue casi destruida por Suecia. Al comienzo del siglo XVIII los castillos de Bismarck se terminaron de construir. El 1 de abril de 1815 nació Otto von Bismarck, sin embargo, el año siguiente se trasladó a Pomerania. Tras la muerte de su padre éste se hizo cargo de su familia. El 2 de agosto de 1958 el Castillo de Bismarck es declarado Patrimonio de la Humanidad por ser símbolo del militarismo prusiano.

## Política

### Cresta

Escudo de armas de la ciudad de Schönhausen

El emblema fue diseñado por el Kommunalheraldiker Jörg Mantzsch realizados y el 24 de abril de 2006 aprobado por el condado Blasonierung: "En un azul plata tres hojas de roble bewinkeltes trébol de oro". Los colores de la comunidad son los siguientes: - Derivados de signo principal motivo y los colores - plata (blanco)-Azul.
Está basado en el escudo de la Casa de Bismarck.

### Bandera
La bandera es de color blanco-azul a rayas (forma longitudinal: rayas verticales, Querform: franjas horizontales) y centrado con el escudo de armas municipio ocupados.

## Personas destacadas
- Príncipe Otto von Bismarck (* 1 de abril de 1815 en Schönhausen, † 30 de julio de 1898 en Friedrichsruh), primer canciller del Imperio alemán, nacido en el castillo, que ya no existe.
- Príncipe Otto Christian von Bismarck (* 25 de septiembre de 1897 en Schönhausen; † 24 de diciembre de 1975 en Friedrichsruh), político, diputado del Bundestag y el Reichstag. Nieto del anterior, y padre de la condesa Gunilla von Bismarck.
- Alwin Belger (* 1891 en Schönhausen, † 1945 en Bremen-Vegesack), educador y escritor.
- Annett Louisan (* 2 de abril de 1977 en Havelberg), creció en Schönhausen, músico.

- Datos: Q59974
- Multimedia: Schönhausen (Elbe) / Q59974

1. ↑  Worldpostalcodes.org, código postal n.º 39524.